# Roniel Iglesias
Roniel Iglesias Sotolongo (Pinar del Río, 14 augustus 1988) is een Cubaans bokser. Hij werd olympisch kampioen in de halfweltergewichtklasse op de Olympische Spelen van 2012 en won 8 jaar later in de weltergewichtklasse op de Olympische Spelen van 2020. Ook won hij het brons tijdens de Olympische Spelen in 2008.

## Erelijst

### Olympische Spelen
- 2012 in Tokio, Japan (–64 kg)
- 2020 in Londen, Verenigd Koninkrijk (–69 kg)
- 2008 in Beijing, China (–64 kg)

### Wereldkampioenschappen
- 2009 in Milaan, Italië (–64 kg)
- 2017 in Hamburg, Duitsland (–69 kg)

### Pan-Amerikaanse Spelen
- 2011 in Guadalajara, Mexico (–64 kg)
- 2019 in Lima, Peru (–69 kg)
- 2015 in Toronto, Canada (–69 kg)

1952: Charles Adkins ·
1956: Vladimir Jengibarjan ·
1960: Bohumil Němeček ·
1964: Jerzy Kulej ·
1968: Jerzy Kulej ·
1972: Ray Seales ·
1976: Ray Leonard ·
1980: Patrizio Oliva ·
1984: Jerry Page ·
1988: Vjatsjeslav Janovski ·
1992: Héctor Vinent ·
1996: Héctor Vinent ·
2000: Moechammadkadyr Abdoellajev ·
2004: Manus Boonjumnong ·
2008: Manuel Félix Díaz ·
2012: Roniel Iglesias ·
2016: Fazliddin Gaibnazarov
1904: Albert Young ·
1920: Bert Schneider ·
1924: Jean Delarge ·
1928: Ted Morgan ·
1932: Edward Flynn ·
1936: Sten Suvio ·
1948: Július Torma ·
1952: Zygmunt Chychła ·
1956: Nicolae Linca ·
1960: Nino Benvenuti ·
1964: Marian Kasprzyk ·
1968: Manfred Wolke ·
1972: Emilio Correa ·
1976: Jochen Bachfeld ·
1980: Andrés Aldama ·
1984: Mark Breland ·
1988: Robert Wangila ·
1992: Michael Carruth ·
1996: Oleg Saitov ·
2000: Oleg Saitov ·
2004: Bachtijar Artajev ·
2008: Bachit Sarsekbajev ·
2012: Serik Sapijev ·
2016: Danijar Jeleoessinov ·
2020: Roniel Iglesias ·
2024: Asadkhuja Muydinkhujaev